# Avesnes-en-Val
Avesnes-en-Val és un municipi francès situat al departament del Sena Marítim i a la regió de Normandia. L'any 2007 tenia 281 habitants.

## Demografia

### Població
El 2007 la població de fet d'Avesnes-en-Val era de 281 persones. Hi havia 106 famílies de les quals 16 eren unipersonals (4 homes vivint sols i 12 dones vivint soles), 41 parelles sense fills i 49 parelles amb fills.
La població ha evolucionat segons el següent gràfic:
Habitants censats

### Habitatges
El 2007 hi havia 144 habitatges, 106 eren l'habitatge principal de la família, 27 eren segones residències i 11 estaven desocupats. Tots els 143 habitatges eren cases. Dels 106 habitatges principals, 95 estaven ocupats pels seus propietaris i 11 estaven llogats i ocupats pels llogaters; 15 tenien tres cambres, 36 en tenien quatre i 55 en tenien cinc o més. 60 habitatges disposaven pel capbaix d'una plaça de pàrquing. A 39 habitatges hi havia un automòbil i a 53 n'hi havia dos o més.

### Piràmide de població
La piràmide de població per edats i sexe el 2009 era:
| Homes | Edats   | Dones |
| ----- | ------- | ----- |
| 0     | 95 o +  | 0     |
| 0     | 90 a 94 | 0     |
| 0     | 85 a 89 | 0     |
| 8     | 80 a 84 | 8     |
| 8     | 75 a 79 | 16    |
| 0     | 70 a 74 | 4     |
| 12    | 65 a 69 | 4     |
| 16    | 60 a 64 | 8     |
| 12    | 55 a 59 | 4     |
| 8     | 50 a 54 | 24    |
| 8     | 45 a 49 | 4     |
| 0     | 40 a 44 | 4     |
| 4     | 35 a 39 | 8     |
| 16    | 30 a 34 | 0     |
| 8     | 25 a 29 | 16    |
| 4     | 20 a 24 | 4     |
| 0     | 15 a 19 | 20    |
| 8     | 10 a 14 | 4     |
| 16    | 5 a 9   | 4     |
| 4     | 0 a 4   | 8     |

## Economia
El 2007 la població en edat de treballar era de 181 persones, 133 eren actives i 48 eren inactives. De les 133 persones actives 123 estaven ocupades (67 homes i 56 dones) i 10 estaven aturades (3 homes i 7 dones). De les 48 persones inactives 23 estaven jubilades, 10 estaven estudiant i 15 estaven classificades com a «altres inactius».

### Ingressos
El 2009 a Avesnes-en-Val hi havia 107 unitats fiscals que integraven 274 persones, la mediana anual d'ingressos fiscals per persona era de 14.196 €.

### Activitats econòmiques
Dels 5 establiments que hi havia el 2007, 1 era d'una empresa de fabricació d'altres productes industrials, 1 d'una empresa de construcció, 1 d'una empresa d'hostatgeria i restauració i 2 d'empreses de serveis.
Dels 2 establiments de servei als particulars que hi havia el 2009, 1 era un taller de reparació d'automòbils i de material agrícola i 1 restaurant.
L'any 2000 a Avesnes-en-Val hi havia 21 explotacions agrícoles que ocupaven un total de 2.128 hectàrees.

## Equipaments sanitaris i escolars
El 2009 hi havia una escola elemental integrada dins d'un grup escolar amb les comunes properes formant una escola dispersa.

## Poblacions més properes
El següent diagrama mostra les poblacions més properes.